# Arrade ostentalis
Arrade ostentalis är en fjärilsart som beskrevs av Walker 1863. Arrade ostentalis ingår i släktet Arrade och familjen nattflyn. Inga underarter finns listade i Catalogue of Life.